# Devario leptos
Devario leptos är en fiskart som först beskrevs av Fang och Kottelat, 1999.  Devario leptos ingår i släktet Devario och familjen karpfiskar. IUCN kategoriserar arten globalt som livskraftig. Inga underarter finns listade i Catalogue of Life.